# UFC Fight Night: Dillashaw vs. Cruz
UFC Fight Night: Dillashaw vs. Cruz (también conocido como UFC Fight Night 81) fue un evento de artes marciales mixtas celebrado por Ultimate Fighting Championship el 17 de enero de 2016 en el TD Garden, en Boston, Massachusetts.

## Historia
El evento estelar contó con el combate por el campeonato de peso gallo entre T.J. Dillashaw y Dominick Cruz.
Dennis Bermúdez tenía previsto enfrentarse a Máximo Blanco en el evento. Sin embargo, el 5 de diciembre, Bermúdez se retiró de la pelea por una infección de estafilococos en la espinilla. El 4 de enero, Luke Sanders reemplazó a Bermúdez frente a Blanco.

## Resultados
1. ↑  Por el Campeonato de Peso Gallo de UFC.

## Premios extra
Cada peleador recibió un bono de $50,000.
- Pelea de la Noche: T.J. Dillashaw vs. Dominick Cruz
- Actuación de la Noche: Ed Herman y Luke Sanders